# Tossafot
Ne doit pas être confondu avec Tosefta.
Les Tossafot ou Tosefot (hébreu: תוספות « ajouts ») sont des commentaires du Talmud qui datent de la période médiévale. Il s'agit de gloses et commentaires de plus de 30 traités du Talmud qui doublent le commentaire de Rachi. Certains tossafot, qui sont imprimés dans les éditions courantes du Talmud, sont appelés tossefot chelanou. Dans les éditions classiques du Talmud, ils sont imprimés en miroir du commentaire de Rachi. Leurs auteurs sont appelés Tossafistes..

## Étymologie
La raison pour laquelle ces gloses sont appelées « tossafot » est source de débat. Certains[Qui ?] pensent que ces textes ont été ajoutés au commentaire du Talmud de Rachi. La période des tossafistes débute, en effet, immédiatement après l'écriture du commentaire de Rachi. D'autres[Qui ?] objectent que de nombreuses tossafot ne font aucune référence à Rachi et à son commentaire. Ils considèrent que les tossafot sont simplement des ajouts au texte du Talmud. De même que la Guemara est un commentaire de la Mishna, les Tossafot seraient une forme de commentaire du Talmud.

## Différentes écoles de Tossafistes
- (en) Cet article est partiellement ou en totalité issu de l’article de Wikipédia en anglais intitulé « Tosafot » (voir la liste des auteurs).